# Je t'aime moi non plus (film)
Je t'aime moi non plus je francouzský dramatický film. Jeho režisérem, scenáristou a autorem hudby byl Serge Gainsbourg a hlavní roli zde hrála jeho přítelkyně Jane Birkinová, mimo ni pak Joe Dallesandro, Hugues Quester a další. Cameo roli si zde rovněž zahrál Gérard Depardieu.